# Ganggrab Søndergaard
Das Ganggrab Søndergaard (dänisch Søndergaard Jættestue) war eine megalithische Grabanlage der jungsteinzeitlichen Nordgruppe der Trichterbecherkultur im Kirchspiel Esbønderup in der dänischen Kommune Gribskov. Es wurde im 19. Jahrhundert zerstört.

## Lage
Das Grab lag südöstlich von Saltrup auf einem Feld östlich des Søndergårdsvej. Etwa 500 m nordnordöstlich lag das ebenfalls zerstörte Großsteingrab Storedys.

## Forschungsgeschichte
Der genaue Zerstörungszeitpunkt des Grabes ist unbekannt. Martin Olsen aus Esbønderup fertigte eine Grundrisszeichnung an. Mitarbeiter des Dänischen Nationalmuseums führten im Jahr 1886 eine Dokumentation der Fundstelle durch. Zu dieser Zeit war nur noch ein Deckstein erhalten.

## Beschreibung

### Architektur
Die Anlage besaß eine Hügelschüttung unbekannter Form und Größe. Diese enthielt eine nordost-südwestlich orientierte Grabkammer, die als Ganggrab anzusprechen ist. Sie hatte eine Länge von 17 Fuß (ca. 5,3 m) und eine Breite von 6 Fuß (ca. 1,9 m). Die Kammer bestand aus 13 Wandsteinen. Der Boden der Kammer war mit Steinplatten gepflastert. An der südöstlichen Langseite befand sich der Zugang zur Kammer. Ihm war ein nordwest-südöstlich orientierter Gang mit einer Länge von 12 Fuß (ca. 3,8 m) und einer Breite von 3 Fuß (ca. 1 m) vorgelagert. Der Gang besaß vier Wandsteinpaare. Vor dem äußersten Paar lag ein Schwellenstein.

### Funde
In der Grabkammer wurde ein menschliches Skelett gefunden.